# Jaume Reixach
Jaume Reixach Riba (Vilanova del Camí,  12 de marzo de 1958) es un periodista español.

## Biografía
Empezó su trayectoria profesional al diario El Correo Catalán (1976-1980), donde se especializó en temas de medio ambiente y movimientos sociales. El 1977 participó en la creación del Col·lectiu de Periodistes Ecologistes de Catalunya (Colectivo de Periodistas Ecologistas de Cataluña) y fue al núcleo fundacional de la revista ecologista Userda. En esta línea de trabajo, participó en el libro El combat ecologista a Catalunya (El combate ecologista en Cataluña), conjuntamente con los periodistas Santiago Vilanova y Xavier Garcia (prrmio Xarxa d'assaig de 1978).
Cómo freelance colaboró, entre 1980 y 1982, a las revistas Actual, Interviú, Cuadernos para el diálogo, La Calle..., con reportajes de investigación y denuncia. Desde su fundación en 1982, trabajó en el semanario catalán El Món. El 1983 se incorporó como redactor en jefe al Diario de Barcelona, cuando era autogestionado por los trabajadores. Continuando en la línea del periodismo de investigación, en 1984 escribió -conjuntamente con los periodistas Francesc Baiges y Enric González- el libro Banca Catalana: más que un banco, más que una crisis, editado por Plaza & Janés.
El 1986 publica con Xavier García el libro El pantà de Rialb. Elegía pel Mig Segre (El pantano de Rialb. Elegía por el Segre medio), sobre el conflicto ecológico y social provocado por la construcción de un gran pantano a la cuenca del río Segre. El 1987 se incorporó a la sección de reportajes del nuevo Diario de Barcelona. Aquí, y en colaboración con otros periodistas, desarrolló la investigación sobre la trama del juego en Cataluña. Estos trabajos se traducen en el libro El lottogate, publicado en 1988 y editado por El Món. También es coautor, con Siscu Baiges, del libro publicado por el editorial Temas de Hoy: Jordi Pujol. Historia de una obsesión (1991). Además, es editor del libro Los Señores de los Anillos (sobre la corrupción en el Comité Olímpico Internacional), publicado por el editorial de El Triángulo en 1992.
En 1989 creó la sección española de la asociación Reporteros sin Fronteras (RSF) y, desde 2002, es presidente de la organización no gubernamental Acción Prensa, entidad que tiene como objetivo principal la denuncia de las violaciones al derecho de la libertad de expresión que sufren los periodistas en el ejercicio de su tarea profesional en todo el mundo.
Desde enero de 1990 es editor y director del semanario de información política, social y cultural El Triangle. En 2013 los trabajadores del diario lo acusaron de haber despedido dos terceras partes de la plantilla.
En los últimos años, y además de en El Triangle y El Triangle Diari, Jaume Reixach ha escrito regularmente a las revistas Cambio 16 y Cuadernos para el Diálogo.

## Obra
En su tarea de periodista de investigación y denuncia, Jaume Reixach ha participado como coautor en los siguientes libros:
- El combat ecologista a Catalunya, con Xavier Garcia y Santiago Vilanova (1978)
- Banca Catalana: más que un banco, más que una crisis, con Enric González y Siscu Baiges (1984)
- El pantà de Rialb. Elegia pel Mig Segre (1986), con Xavier Garcia
- El lottogate (1988)
- Jordi Pujol. Historia de una obsesión, con Siscu Baiges (1991)
- Las mil caras de Jordi Pujol. Vida y milagros con Josep Manuel Novoa (2003)